# 埃塞爾斯坦 (阿肯色州)
埃塞爾斯坦（英語：Athelstan）是位於美國阿肯色州密西西比縣的一個非建制地區。該地的面積和人口皆未知。

## 地理
埃塞爾斯坦的座標為35°41′53″N 90°10′42″W / 35.69806°N 90.17833°W，而該地的平均海拔高度為70米（即230英尺）。